# كأس السوبر الألباني
كأس السوبر الألباني (بالألبانية: Superkupa e Shqipërisë) هي بطولة في رياضة كرة القدم في ألبانيا منذ عام 1989. وهي عبارة عن مباراة واحدة تكون قبل بداية الموسم الجديد بين بطل كأس ألبانيا والفائز ببطولة الدوري. وفي حالة ما إذا كان نفس الفريق فائزًا بكل من الكأس والدوري تحسب له البطولة.

ويحمل فريق تيرانا الرقم القياسي لعدد الألقاب حتى الآن 11 لقبًا من إجمالي 28 مباراة شارك فيها الفريق، وتلعب معظم المباريات في الاستاد الوطني بتيرانا قبل أن يتم إغلاقه في 2016.

## المباريات
| العام | الفائز                                                   | النتيجة                                                  | الوصيف                                                   | التاريخ                                                  |
| ----- | -------------------------------------------------------- | -------------------------------------------------------- | -------------------------------------------------------- | -------------------------------------------------------- |
| 1989  | دينامو تيرانا                                            | 2–0                                                      | تيرانا                                                   | 11 يناير 1990                                            |
| 1990  | فلامورتاري فلوري                                         | 3–3 (ب.و.أ) (5–4 ر)                                      | دينامو تيرانا                                            | 11 يناير 1991                                            |
| 1991  | فلامورتاري فلوري                                         | 1–0                                                      | بارتيزاني تيرانا                                         | 11 يناير 1992                                            |
| 1992  | إلباساني                                                 | 3–2 (ب.و.أ)                                              | فلازنيا شكودر                                            | 10 يناير 1993                                            |
| 1993  | لم تمنح البطولة بسبب فوز بارتيزاني تيرانا بالدوري والكأس | لم تمنح البطولة بسبب فوز بارتيزاني تيرانا بالدوري والكأس | لم تمنح البطولة بسبب فوز بارتيزاني تيرانا بالدوري والكأس | لم تمنح البطولة بسبب فوز بارتيزاني تيرانا بالدوري والكأس |
| 1994  | تيرانا                                                   | 1–0                                                      | تاوتا دوريس                                              | 8 يناير 1995                                             |
| 1995  | لم تلعب المباراة بين تيرانا وتاوتا دوريس                 | لم تلعب المباراة بين تيرانا وتاوتا دوريس                 | لم تلعب المباراة بين تيرانا وتاوتا دوريس                 | لم تلعب المباراة بين تيرانا وتاوتا دوريس                 |
| 1996  | لم تمنح البطولة بسبب فوز تيرانا بالدوري والكأس           | لم تمنح البطولة بسبب فوز تيرانا بالدوري والكأس           | لم تمنح البطولة بسبب فوز تيرانا بالدوري والكأس           | لم تمنح البطولة بسبب فوز تيرانا بالدوري والكأس           |
| 1997  | لم تلعب المباراة بين تيرانا وبارتيزاني تيرانا            | لم تلعب المباراة بين تيرانا وبارتيزاني تيرانا            | لم تلعب المباراة بين تيرانا وبارتيزاني تيرانا            | لم تلعب المباراة بين تيرانا وبارتيزاني تيرانا            |
| 1998  | فلازنيا شكودر                                            | 1–1 (ب.و.أ) (5–4 ر)                                      | أبولونيا فيير                                            | 9 يناير 1999                                             |
| 1999  | لم تمنح البطولة بسبب فوز تيرانا بالدوري والكأس           | لم تمنح البطولة بسبب فوز تيرانا بالدوري والكأس           | لم تمنح البطولة بسبب فوز تيرانا بالدوري والكأس           | لم تمنح البطولة بسبب فوز تيرانا بالدوري والكأس           |
| 2000  | تيرانا                                                   | 1–0                                                      | تاوتا دوريس                                              | 13 يناير 2001                                            |
| 2001  | فلازنيا شكودر                                            | 2–1                                                      | تيرانا                                                   | 15 سبتمبر 2001                                           |
| 2002  | تيرانا                                                   | 6–0                                                      | دينامو تيرانا                                            | 14 سبتمبر 2002                                           |
| 2003  | تيرانا                                                   | 3–0                                                      | دينامو تيرانا                                            | 16 أغسطس 2003                                            |
| 2004  | بارتيزاني تيرانا                                         | 2–0                                                      | تيرانا                                                   | 17 أغسطس 2004                                            |
| 2005  | تيرانا                                                   | 0–0 (ب.و.أ) (5–4 ر)                                      | تاوتا دوريس                                              | 21 أغسطس 2005                                            |
| 2006  | تيرانا                                                   | 2–0                                                      | إلباساني                                                 | 22 أغسطس 2006                                            |
| 2007  | تيرانا                                                   | 4–2                                                      | كافايي                                                   | 23 أغسطس 2007                                            |
| 2008  | دينامو تيرانا                                            | 2–0                                                      | فلازنيا شكودر                                            | 24 أغسطس 2008                                            |
| 2009  | تيرانا                                                   | 1–0                                                      | فلامورتاري فلوري                                         | 16 أغسطس 2009                                            |
| 2010  | كافايي                                                   | 3–1                                                      | دينامو تيرانا                                            | 16 أغسطس 2010                                            |
| 2011  | تيرانا                                                   | 1–0                                                      | سكندربيو كورتشه                                          | 18 أغسطس 2011                                            |
| 2012  | تيرانا                                                   | 2–1                                                      | سكندربيو كورتشه                                          | 19 أغسطس 2012                                            |
| 2013  | سكندربيو كورتشه                                          | 1–1 (ب.و.أ) (4–3 ر)                                      | إياتشي                                                   | 18 أغسطس 2013                                            |
| 2014  | سكندربيو كورتشه                                          | 1–0                                                      | فلامورتاري فلوري                                         | 17 أغسطس 2014                                            |
| 2015  | إياتشي                                                   | 2–2 (ب.و.أ) (8–7 ر)                                      | سكندربيو كورتشه                                          | 12 أغسطس 2015                                            |
| 2016  | كوكاسي                                                   | 3–1                                                      | سكندربيو كورتشه                                          | 24 أغسطس 2016                                            |

## مشاركات الفرق
| الفريق           | البطل | الوصيف | أعوام الفوز بالبطولة                                                | أعوام كونه وصيفًا          |
| ---------------- | ----- | ------ | ------------------------------------------------------------------- | ------------------------- |
| تيرانا           | 10    | 3      | 1994 ، 2000 ، 2002 ، 2003 ، 2005 ، 2006 ، 2007 ، 2009 ، 2011 ، 2012 | 1989 ، 2001 ، 2004        |
| دينامو تيرانا    | 2     | 4      | 1989 ، 2008                                                         | 1990 ، 2002 ، 2003 ، 2010 |
| فلامورتاري فلوري | 2     | 2      | 1990 ، 1991                                                         | 2009 ، 2014               |
| سكندربيو كورتشه  | 2     | 4      | 2013 ، 2014                                                         | 2011 ، 2012 ، 2015 ، 2016 |
| فلازنيا شكودر    | 2     | 2      | 1998 ، 2001                                                         | 1992 ، 2008               |
| كافايي           | 1     | 1      | 2010                                                                | 2007                      |
| إلباساني         | 1     | 1      | 1992                                                                | 2006                      |
| كوكاسي           | 1     | —      | 2016                                                                | —                         |
| إياتشي           | 1     | 1      | 2015                                                                | 2013                      |
| بارتيزاني تيرانا | 1     | 1      | 2004                                                                | 1991                      |
| أبولونيا فيير    | —     | 1      | —                                                                   | 1998                      |
| تاوتا دوريس      | —     | 3      | —                                                                   | 1994 ، 2000 ، 2005        |

## أرقام قياسية
الأكثر فوزًا: 10
- تيرانا (1994 ، 2000 ، 2002 ، 2003 ، 2005 ، 2006 ، 2007 ، 2009 ، 2011 ، 2012)

الأكثر مشاركة: 13
- تيرانا (1989 ، 1994 ، 2000 ، 2001 ، 2002 ، 2003 ، 2004 ، 2005 ، 2006 ، 2007 ، 2009 ، 2011 ، 2012)

الفوز المتتالي بالبطولة: 3
- تيرانا (2005 ، 2006 ، 2007)

المشاركات المتتالية بالبطولة: 8
- تيرانا (2000 ، 2001 ، 2002 ، 2003 ، 2004 ، 2005 ، 2006 ، 2007)

أكبر انتصار:
- تيرانا 6–0 دينامو تيرانا (2002)